# NHK 지요다 방송 회관

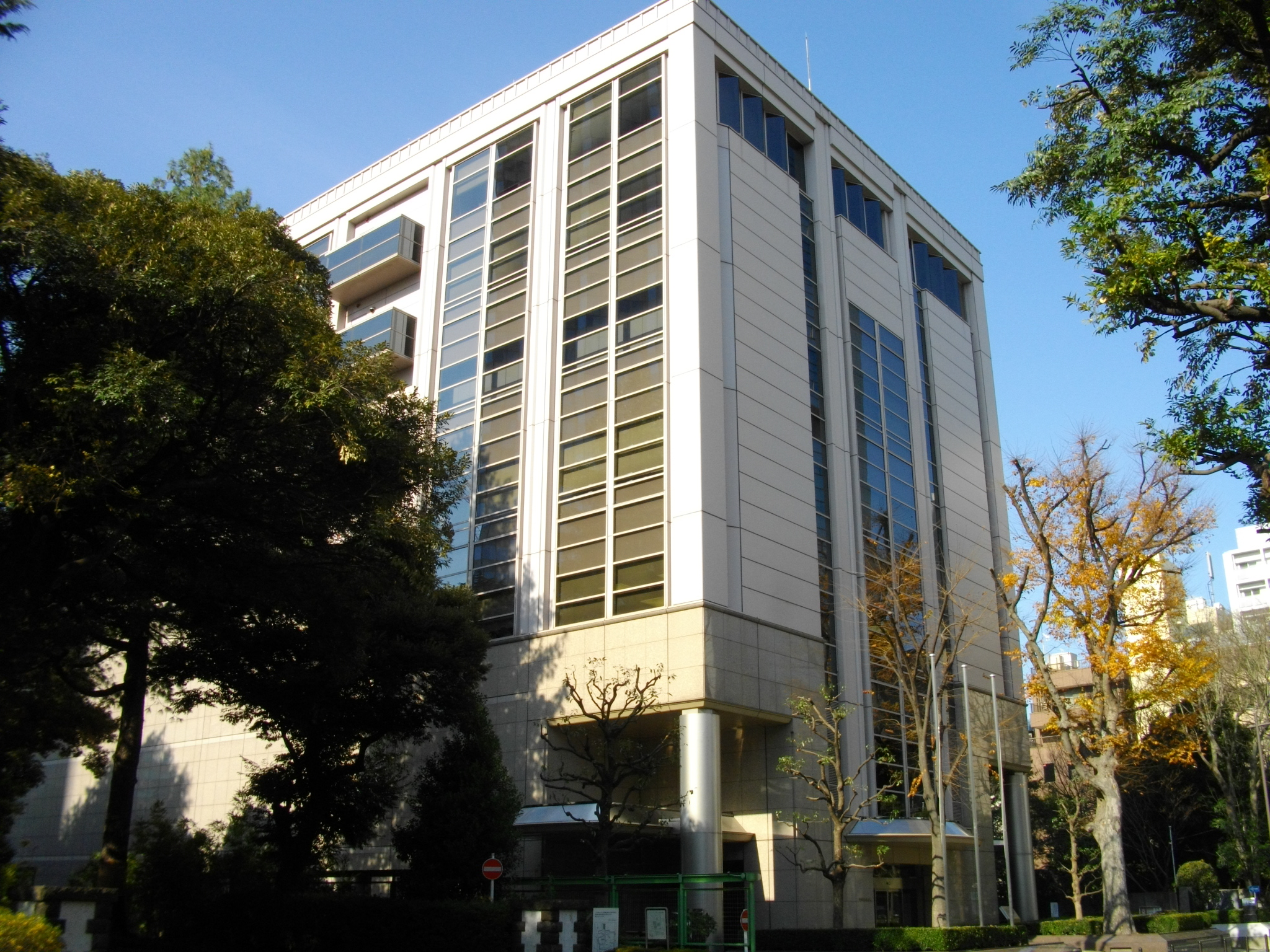

NHK 지요다 방송 회관(일본어: NHK千代田放送会館)은 NHK의 방송설비를 갖춘 회관 시설로서 보도 프로그램 취재, 제작을 통해 시부야에 있는 NHK 방송 센터의 보조역할을 하고 있다.

## 역사
회관이 세워진 장소에는 예전에 높이 178 m의 전파탑이 있는 관계로 지요다 방송소라고 불렸다.(1982년 방송소 자격정지 후 회관이 세워지기 전까지 전파탑이 존재)
지요다 방송소는 1953년 2월 일본 최초의 텔레비전 방송국으로 개국한 NHK 도쿄 종합 텔레비전(당시 3ch)의 전파 송신 시설이었으며 일본 최초의 텔레비전 송신 시설이기도 하다.
1959년 4월 종합 텔레비전 방송구역을 간토광역권으로 확대하기 위해 1958년 완성된 도쿄 타워에서 전파를 송출하기로 하면서 NHK는 같은 해 1월, 도쿄 타워에서 교육 텔레비전 방송을 1ch로 방송했는데 이 조치로 인해 교육 텔레비전과 종합 텔레비전 채널번호가 현재의 채널번호로 바뀌었다고 한다.
1980년 교육 텔레비전 송신도 도쿄 타워에서 담당한 뒤, 예비 송신 시설로 취급되지만 근처에 호텔이 생기면서 전파송신에 문제가 생기자 1982년 방송소 기능이 정지되었다. 참고로 예비 송신소 기능은 그대 세워진 호텔로 옮겨졌고 지금도 호텔옥상에 안테나가 설치되어 있는 것을 확인할 수 있다.